# Petra Behle
Petra Behle geboren Schaaf (Offenbach am Main, 5 januari 1969) is een Duits biatleet.

## Carrière
Behle nam driemaal deel aan de Olympische Winterspelen en won bij daarbij op de estafette twee zilveren medailles en bij haar derde optreden in 1998 de gouden medaille. Behle werd in totaal driemaal wereldkampioen op de estafette, tweemaal met het team en eenmaal op sprint en in de individuele wedstrijd.

## Belangrijkste resultaten

### Wereldkampioenschappen
| Jaar | Plaats                | Onderdeel   | Onderdeel | Onderdeel     | Onderdeel | Onderdeel |
| Jaar | Plaats                | Individueel | Sprint    | Achtervolging | Team      | Estafette |
| ---- | --------------------- | ----------- | --------- | ------------- | --------- | --------- |
| 1987 | Lahti                 | 25e         | 19e       |               |           | —         |
| 1988 | Chamonix-Mont-Blanc   | 10e         | Goud      | 5e            |           |           |
| 1989 | Feistritz an der Drau | —           | —         | —             | —         |           |
| 1990 | Minsk Oslo            | —           | 33e       | Zilver        | 8e        |           |
| 1991 | Lahti                 | —           | —         | —             |           |           |
| 1992 | Novosibirsk           |             |           | Goud          |           |           |
| 1993 | Borovets              | Goud        | 6e        | —             | 4e        |           |
| 1994 | Canmore               |             |           | 4e            |           |           |
| 1995 | Rasen-Antholz         | 16e         | 23e       | Zilver        | Goud      |           |
| 1996 | Ruhpolding            | 19e         | 11e       | Goud          | Goud      |           |
| 1997 | Osrblie               | 12e         | 9e        | 9e            | —         | Goud      |
| 1998 | Pokljuka Hochfilzen   |             |           | 5e            | —         |           |

### Olympische Winterspelen
| Jaar | Plaats      | Onderdeel   | Onderdeel | Onderdeel |
| Jaar | Plaats      | Individueel | Sprint    | Estafette |
| ---- | ----------- | ----------- | --------- | --------- |
| 1992 | Albertville | 13e         | 6e        | Zilver    |
| 1992 | Lillehammer | 15e         | 5e        | Zilver    |
| 1998 | Nagano      | 27e         | 16e       | Goud      |